# (230691) Van Vogt
(230691) Van Vogt est un astéroïde de la ceinture principale.

## Description
(230691) Van Vogt est un astéroïde de la ceinture principale. Il fut découvert par Bernard Christophe le 18 octobre 2003 à l'observatoire de Saint-Sulpice. Il présente une orbite caractérisée par un demi-grand axe de 3,05 UA, une excentricité de 0,068 et une inclinaison de 0,433° par rapport à l'écliptique.
Il fut nommé en hommage à Alfred Elton van Vogt, plus connu sous ses initiales d'A. E. van Vogt, écrivain canadien de science-fiction.

## Compléments